# Pathardih
Pathardih é uma vila no distrito de Dhanbad, no estado indiano de Jharkhand.

## Geografia
Pathardih está localizada a 23° 40′ N, 86° 26′ L. Tem uma altitude média de 143 metros (469 pés).

## Demografia
Segundo o censo de 2001, Pathardih tinha uma população de 39,527 habitantes. Os indivíduos do sexo masculino constituem 55% da população e os do sexo feminino 45%. Pathardih tem uma taxa de literacia de 66%, superior à média nacional de 59,5%: a literacia no sexo masculino é de 76% e no sexo feminino é de 54%. Em Pathardih, 13% da população está abaixo dos 6 anos de idade.